# Terrier japonés
El  Terrier de Japón (日本テリア?) es una raza de perro similar al Toy Terrier, también conocido como Terrier Nippon. Es una raza muy rara que incluso en Japón, es difícil de encontrar.

## Historia
Se cree que alrededor del siglo XVII, los ancestros del Terrier de Japón fueron llevados allí por mercantes holandeses quienes los transportaban en sus barcos, durante sus viajes a Nagasaki. No está claro si esos primeros perros eran Fox Terriers de Inglaterra o Pinschers de Alemania. A diferencia del Fox Terrier, el Terrier japonés fue desarrollado exclusivamente como mascota. Esta raza se convirtió rápidamente en un perro de compañía en los puertos de Nagasaki, Kobe y Yokohama. 
Se especula que esta raza tiene sangre de Toy Manchester Terrier, Galgo Italiano y Bull Terrier.
En Kobe fue adoptado como mascota, y fue apodado “Mikado Terrier de Kobe”.  
Lamentablemente, el estallido de la Segunda Guerra Mundial puso fin a la prosperidad de los terrier japonés. Durante la guerra, como todas las otras razas de perros, excepto las militares, fue reducido drásticamente el número de terrier japonés.
Como un perro, terrier Japón todavía tiene un gran fan. Sin embargo, es muy popular, como la recuperación antes de la guerra no es, como un perro es nativo de Japón, ha sido uno de los menos conocidos para la mayoría. Por lo tanto, relativamente pequeño en número, algunos críticos temen la extinción.
Que el número de nacimientos registrados en 2009, seguida de Kennel Club de Japón es la cabeza y aproximadamente 40, la tendencia del año una reducción de un año. Número de nacimientos registrados en 2011 fue de 18 cabeza

## Apariencia
El Terrier Japonés es un perro equilibrado. Tiene una cruz alta, su espalda es corta cn un pecho profundo no muy amplio.  La cabeza es chata y angosta, ojos de tamaño mediano con forma ovalada, orejas de implantación alta, pequeñas y delgadas con forma de “V”. Su cuello, es de longitud mediana y se ensancha gradualmente hacia los hombros.
Por lo común el color del cuerpo es blanco y la cabeza negra.

## Temperamento
La Federación Cinológica Internacional (FCI) estándar de la raza se describe esta raza que tiene "un carácter vivaz y alegre" y como "ágil y de temperamento vivaz".

## Características
El cuerpo es pequeño. El pelaje es corto de la sensación como de terciopelo se caracteriza por la longitud del pelo por dentro y por fuera es de 2 mm. Antes de la Segunda Guerra Mundial, y han sido buenos aproximadamente 1 mm de longitud, ya que puede dañar la piel, era la longitud actual de la piel por lo tanto se oculta. Para el cabello corto, el frío es débil. En el invierno, se debe considerar a la calefacción.
Oído está preparado para una alta posición, en la forma de V, medio caída hacia delante o al lado de (la oreja de bambú). Ojos almendrados de color marrón oscuro. Cola para el corte de cola es el hábito de la duración de la medida de lo razonablemente estrecha, nacido dentro de una semana, para erigir.

## Personalidad
Esta raza tiene una mente muy ágil, su personalidad es alegre y guardiana.  Se dice que esta raza puede actuar con expresiones faciales y leer el estado de ánimo de sus propietarios.

## Color del manto
La cabeza es de tres colores negro, marrón y negro. El cuerpo es manchas negras, marcas negras o marrón en la marca blanca.